# Oda Maria Hove Bogstad
Oda Maria Hove Bogstad  est une footballeuse norvégienne, née le 24 avril 1996, évoluant au poste de gardienne. 

## Biographie
Si elle ne compte encore aucune sélection en équipe première, elle est sélectionnée au poste de troisième gardienne pour l'Euro 2017. Le 2 mai 2019, elle est de nouveau appelée pour la Coupe du monde 2019.